# Semitons (informàtica)

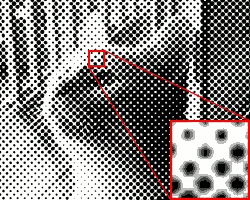
Exemple de fotografia en semitons en blanc i negre

Els semitons (Halftone) són una tècnica reprogràfica que simula imatges amb tons continus a través de l'ús de punts, variant tant la mida com l'espaiat, generant així un efecte com de degradat. “Semitò” també es pot utilitzar per fer referència específicament a la imatge que es produeix amb aquest procés.
Mentre les imatges amb tons continus contenen una gamma infinita de colors i grisos, el procés dels semitons redueix les reproduccions visuals en una imatge que s'imprimeix amb només un color de tinta, en punts de diferent mida (modulació d'amplitud) o amb diferent separació entre ells (modulació de freqüència). Aquesta reproducció depèn d'una il·lusió òptica bàsica: els petits punts dels semitons es converteixen en tons més suaus a l'ull humà. A nivell microscòpic, la pel·lícula fotogràfica desenvolupada en blanc i negre també consisteix en només dos colors, i no en una gamma infinita de tons continus.
Només com a color fotogràfic evolucionat amb l'addició de filtres i capes de pel·lícula, la impressió en color va ser feta possible gràcies a la repetició del procés dels semitons per cada color subtractiu —utilitzant el que més comunament s'anomena “model de color CMYK”. La propietat semi-opaca de la tinta permet als punts dels semitons de diferents colors la creació d'un altre efecte òptic —una imatge a tot color.

## Història
La idea de la impressió amb semitons és acreditada a William Fox Talbot. Als primers anys de la dècada del 1830, va suggerir utilitzar trames o vels fotogràfics connectats amb un procés fotogràfic de gravat en relleu.
Varis tipus de vels es van anar proposant al llarg de les següents dècades. Un dels intents més coneguts va ser de Stephen H. Horgan mentre treballava pel New York Daily Graphic. La primera fotografia impresa va ser una imatge del Steinway Hall a Manhattan, publicada el 2 de desembre de 1873. Després, el Graphic va publicar la “primera reproducció d'una fotografia amb una gamma tonal completa en un diari” en 4 de març de 1880, sota el títol de “A Scene in Shantytown” (Una escena en un barri de barraques) amb una trama tosca de semitons.
El primer mètode comercial realment exitós va ser patentat per Frederic Ives de Filadèlfia en 1881. Tot i que el va trobar la manera de trencar la imatge en diversos punts de mides variables, no va utilitzar cap vel. El 1882, l'alemany Georg Meisenbach va patentar un procés de semitons a Anglaterra. La seva invenció estava basada en les idees prèvies de Berchtold i Swan. Va utilitzar trames d'una sola línia que eren transformades durant l'exposició per produir efectes de creuament de línies. Ell va ser el primer en aconseguir èxit comercial amb semitons en relleu.
Poc després, Ives, aquesta vegada amb col·laboració amb Louis i Max Levy, van millorar el procés amb la invenció i producció comercial de trames de qualitat de creuament de línies.
El procés dels semitons en relleu va ser gairebé immediatament un èxit. L'ús de molts semitons en diaris populars es va tornar regular durant els inicis de la dècada del 1890.
El desenvolupament de mètodes d'impressió de semitons per litografies sembla que va seguir un camí independent. En els 1860’s, A. Hoen & Co. Es van centrar en mètodes que permetessin als artistes la manipulació dels tons de les pedres d'impressió treballades a mà. Cap els 1880’s, Hoen estava treballant en mètodes de semitons que poguessin ser utilitzats en conjunció amb pedres treballades a mà o fotolitogràfiques.

## Procés tradicional
El mètode més comú per crear trames —modulació d'amplitud— produeix una quadrícula regular de punts que varien de mida. L'altre mètode de crear trames —modulació de freqüència— s'utilitza en un procés que també es coneix pel nom de tramat estocàstic. Els dos mètodes de modulació són anomenats per analogia amb l'ús dels termes en les telecomunicacions.

### Resolució de les trames de semitons
La resolució d'una trama de semitons es mesura en línies per polzada (lpi). Aquest és el nombre de línies de punts en una polzada, mesurat paral·lelament amb l'angle de la trama. Conegut com a lineatura, la resolució de pantalla s'escriu amb el sufix lpi o amb el símbol del coixinet; per exemple “150 lpi” i “150#”.
Com més alt sigui la resolució de píxels de l'arxiu original, amb més detall poden ser reproduïdes les imatge. Tot i així, aquest increment requereix un augment corresponent en la lineatura o la impressió patirà de posterització. Per tant, la resolució de l'arxiu es correspon amb la resolució de la impressió.

### Múltiples trames i semitons de colors

Els angles de la trama en una imatge amb el model de colors CMYK

Quan diferents trames es combinen, poden ocórrer un nombre d'efectes visuals distractors, incloent-hi les vores estant sobre-emfatitzades, com un patró de moaré. Aquest problema es pot reduir rotant les trames amb relació a les altres. L'angle de la trama és una altra mesura comunament utilitzada en la impressió, mesurant en graus en el sentit de les agulles del rellotge a partir d'una línia que va cap a l'esquerra (les 9 són els 0 graus).
El procés dels semitons també s'utilitza comunament per imprimir imatge en color. La idea general és la mateixa, variant la densitat dels quatre colors d'impressió secundaris, cian, magenta, groc i negre (la seva abreviació és CMYK), qualsevol to es pot reproduir.
En aquest cas hi ha un problema addicional que pot ocórrer. Posem per cas, algú podria crear un semitò utilitzant les mateixes tècniques usades per imprimir tons de gris, però en aquest cas, els diferents colors per imprimir han d'estar físicament a prop un de l'altre per enganyar l'ull humà i fer-li pensar que està veient un sol color. Per fer això, la indústria ha estandarditzat en un conjunt d'angles coneguts, quin resulta en els punts formant petits cercles o altres formes.
Els punts no poden ser vistos fàcilment per l'ull humà, però poden ser distingits a través d'un microscopi o una lupa.

### Formes dels punts
Tot i que els punts rodons són els més comuns, hi ha diferents tipus de punts disponibles, tenint cadascun les seves pròpies característiques. Es poden utilitzar simultàniament per evitar l'efecte moaré. Generalment, la forma de punt preferent depèn del mètode d'impressió o el plat d'impressió.
·       Punts rodons: són els més comuns, adequats per imatges clares, especialment per tons de pell. Es troben en el valor tonal d'un 70%.
·       Punts el·líptics: són apropiats per imatges amb molts objectes. Es troben en el valor tonal d'un 40% (els d'extrem punxagut) o d'un 60% (els de costat llarg), així que hi ha el risc d'un patró.
·       Punts quadrats: són els millors per imatges detallades, no es recomanen per tons de pell. Les cantonades es troben en un valor tonal del 50%. La transició entre els punts quadrats, a vegades és possible a l'ull humà.

## Procés digital de semitons

El color en els semitons

El procés de semitons digital ha estat substituint el fotogràfic des dels 70, quan es van desenvolupar els “generadors electrònics de punts” per les unitats de gravació de pel·lícula vinculades als escàners de tambor de color fabricats per companyies com Crosfield Electronics, Hell i Linotype-Paul.
Als 80, el procés de semitons va passar a ser disponible en una nova generació de pel·lícula filmadora i gravadores de paper, que s'havien estat desenvolupant dels anteriors “tipògrafs làser”. A diferència dels escàners purs o tipògrafs purs, les filmadores podien generar tot els elements de la pàgina, incloent-hi la lletra, les fotografies o altres objectes gràfics. Uns exemples primerencs van ser els extremadament utilitzats Linotips Linotronic 300 i 100 introduïts el 1984, els quals van ser els primers en oferir el PostScript RIP’s, el processador d'imatges rasteritzades (Raster Image Processor) el 1985.
Impressores de làser primerenques de finals dels 70 i endavant també podien generar semitons, però la seva resolució original de 300 dpi, punts per polzada (Dots Per Inch), va limitar la lineatura a 65 lpi. Això va anar millorant, amb resolucions més altres de fins a 600 dpi i més, i la introducció de tècniques de tramat.
Totes les tècniques de semitons utilitzen una dicotomia d'alta freqüència/baixa freqüència. En els semitons fotogràfics, l'atribut de la baixa freqüència és una àrea local de la imatge impresa, designada com una cèl·lula de semitò. Cada cèl·lula de mida igual es relaciona amb una àrea corresponent a la mida i a la localització de la imatge introduïda de tons continus. En cada cèl·lula, l'atribut de l'alta freqüència és un punt de semitò centrat i de mida variable composta d tinta o tòner. La proporció de la zona tintada amb relació a la zona no tintada de la cèl·lula impresa correspon a la luminància o el nivell de gris de la cèl·lula introduïda. Des d'una distància adequada, l'ull humà reparteix proporcionalment tant el nivell aproximat de gris aparent a l'alta freqüència en la proporció dins de la cèl·lula, com els canvis en els nivells de gris aparents a la baixa freqüència entre cèl·lules adjacents espaiades equitativament i punts centrats.
El procés digital de semitons utilitza una imatge de trama o un mapa de bits, dins dels quals cada element o pixel monocrom de la imatge pot estar encès o apagat, amb tinta o sense. Conseqüentment, per emular la cèl·lula fotogràfica de semitò, la cèl·lula digital de semitò ha de contenir grups de píxels monocroms dins de l'àrea d'una cèl·lula de la mateixa mida. La localització fixa i la mida d'aquests píxels monocroms compromet la dicotomia alta freqüència/baixa freqüència del mètode fotogràfic de semitons. Punts multi-píxels agrupats no poden créixer incrementalment, sinó en salts de tot un píxel. A més a més, La localització d'aquest píxel està lleugerament descentrat. Per minimitzar aquest compromís, els píxels digitals monocroms dels semitons han de ser força petits, arribant des dels 600 píxels fins als 2.540 o més per polzada. Tot i així, el processament digital de la imatge també ha permès algoritmes de tramat més sofisticats per decidir quins píxels es tornen blancs o negres, alguns dels quals produeixen millors resultats que el procés digital de semitons. Recentment també s'ha proposat aquest mateix procés de semitons basat en eines modernes de processament d'imatge, com la difusió no lineal i la inversió estocàstica.